# Sigaloseps deplanchei
Sigaloseps deplanchei — вид сцинкоподібних ящірок родини сцинкових (Scincidae). Ендемік Нової Каледонії. Вид названий на честь французького лікаря і натураліста Еміля Депланша.

## Поширення і екологія
Sigaloseps deplanchei поширені на крайньому півдні Нової Каледонії. Вони живуть у вологих рівнинних і гірських тропічних лісах та в чагарникових заростях макі. Зустрічаються на висоті до 1000 м над рівнем моря.